# クモトゲタナゴ
クモトゲタナゴ（Rhodeus sciosemus）は、コイ科タナゴ亜科に属する魚類。

## 分布
筑後川を中心とする九州西北部に分布し、水の澄んだ細流に多い。

## 分類
この種は、カゼトゲタナゴの雌ではないかと考えている研究者もいる。